# Paulina Florjanowicz
Paulina Florjanowicz – polska archeolożka, ekspertka w zakresie zarządzania dziedzictwem kulturowym i jego społecznego oddziaływania, wykładowca akademicki. Od 2023 dyrektor Narodowego Instytutu Muzeów. Współautor i koordynator Programu Wieloletniego „Niepodległa”.

## Życiorys
Paulina Florjanowicz ukończyła studia na kierunku archeologia nowożytna Uniwersytetu Warszawskiego. W 2022 obroniła doktorat w Instytucie Archeologii i Etnologii Polskiej Akademii Nauk. W latach 2003–2005 pracowała w Narodowym Centrum Kultury, następnie w Narodowym Instytucie Dziedzictwa, którego w latach 2010–2013 była dyrektorem. W latach 2013–2016 pełniła funkcję pełnomocnika dyrektora Narodowego Instytutu Muzealnictwa i Ochrony Zbiorów ds. relacji międzynarodowych. W 2016 objęła funkcję dyrektora Departamentu Dziedzictwa Kulturowego Ministerstwa Kultury i Dziedzictwa Narodowego i odpowiadała za nadzór nad sektorem muzealnym i polityką pamięci. 1 stycznia 2023 objęła funkcję dyrektora Narodowego Instytutu Muzealnictwa i Ochrony Zbiorów, zastępując na tym stanowisku Piotra Majewskiego. Od 2 wrzęśnia 2023 instytucja ta funkcjonuje pod nazwą Narodowy Instytut Muzeów.
Na przestrzeni lat członek rad muzealnych i programowych, w tym: Muzeum Historii Polski, Muzeum Powstania Warszawskiego, Muzeum Narodowego w Warszawie, Muzeum Narodowego w Lublinie, Centralnego Muzeum Jeńców Wojennych, Ośrodka Pamięć i Przyszłość we Wrocławiu, Instytutu Północnego im. W. Kętrzyńskiego, Muzeum Żup Krakowskich Wieliczka w Wieliczce.
Od dwudziestu lat związana zarówno z organizacjami pozarządowymi (m.in. Fundacja im. Stefana Batorego w latach 2001-2003). Jest wykładowcą akademickim w obszarze zarządzania dziedzictwem i muzeologii na uczelniach takich jak PAN, UAM, UKSW, UW. Naukowy obszar jej zainteresowań koncentruje się wokół kwestii związanych z wpływem ideologii i polityki na archeologię. Stypendystka programu “The Impact of the Political on Archaeological Research” finansowanego przez Getty Foundation. W 2023 opublikowała książkę na podstawie rozprawy doktorskiej pt. „Archeolodzy polscy wobec nazizmu i stalinizmu”
Paulina Florjanowicz wchodziła lub wchodzi w skład licznych gremiów eksperckich i doradczych, m.in. EU & Cultural Heritage Reflection Group, Europejskiej Rady Archeologicznej, Europejskiego Znaku Dziedzictwa od 2022. Jest również członkiem Międzynarodowego Komitetu Międzynarodowej Rady Muzeów (ICOM) ds. Bezpieczeństwa Muzeów (ICMS) i Zarządzania Muzeami (INTERCOM), a także członkiem Kapituły Europejskiej Archeologicznej Nagrody Muzealnej przyznawanej przez Europejskie Stowarzyszenie Archeologów (EAA). Od 2019 do 2021 roku była członkiem jury Europejskiej Stolicy Kultury. Od 2023 roku członek Zarządu Network of European Museum Organisations (NEMO). Wchodzi w skład rady naukowej Muzeum Historii Polski w Warszawie. Jest członkiem Sekcji Historii w Przestrzeni Publicznej Komitetu Nauk Historycznych PAN.

## Odznaczenia
- Srebrny medal Za zasługi dla Policji (2012)[18]
- Medal Stulecia Odzyskanej Niepodległości (2023)[19]